# 藤沢慶応前郵便局
藤沢慶応前郵便局（ふじさわけいおうまえゆうびんきょく）神奈川県藤沢市にある郵便局。民営化前の分類では無集配特定郵便局であった。

## 概要
住所：〒252-0816 神奈川県藤沢市遠藤4250-1
マルチメディア郵便局と銘打ち、慶應義塾大学湘南藤沢キャンパスの協力のもと、窓口業務自動化等に関する数々の実験的施策が行われたが、現在はこれらの多くがサービスを終了している。

## 沿革
- 1998年（平成10年）7月27日 - 藤沢慶応前郵便局として、藤沢市遠藤4250に開局[1]。
- 2007年（平成19年）10月1日 - 民営化。
- 2012年（平成24年）10月1日 - 日本郵便株式会社発足。

## 取扱内容
- 郵便、印紙、ゆうパック
- 貯金、為替、振替、振込、国際送金、国債
- 生命保険、バイク自賠責保険
- ゆうちょ銀行ATM

### 当局で行われた実験的施策
- スマートボックス - ICカードにより利用者の認証を行う私書箱。郵便物が届くとセンサーで感知し、私書箱所有者に電子メールで通知された。
- スマートベンダー - 切手・はがきおよびゆうパックの包装用品の自動販売機や、郵便物の自動計測・引き受けなどを行う郵便自動サービス機が設けられ、支払には現金の他ふみカードも使用できた。
- インフォーメーションステーション - 電子郵便局や、藤沢市の公共サービスの案内を行う情報端末。ワンストップ行政サービスの試みがなされた。
- パソコン - インターネットを利用でき、慶應義塾大学の情報発信や、私書箱所有者を対象とした書籍購入システムの試みがなされた。
- ドライブスルーサービス - 車から降りることなくATM、切手・はがきの自動販売機、郵便ポストが利用できた。
- MIIボード - ロビーに設けられた、幅15m・高さ1mの多機能電光掲示板。

## 周辺
- 慶應義塾大学湘南藤沢キャンパス
- 慶應義塾湘南藤沢中等部・高等部

## アクセス
- 神奈中バス 慶応大学停留所下車
- 東名高速道路、小田原厚木道路 厚木ICから南東へ約8.5km
- 駐車場あり：6台